# 尾崎健一
尾崎 健一（おざき けんいち、1926年（大正15年）12月6日 - 2018年11月28日）は、日本の元陸上自衛隊防衛事務官、社会保険労務士、都山流尺八師範、著作家。

## 略歴
現在の愛知県半田市に生まれる（岐阜県生まれとなっている著書もあるが、両親が岐阜県出身である）。明治大学法学部卒業後、防衛庁（現・防衛省）に入庁。陸上自衛隊事務官任官、練馬駐屯地勤務。1960年、長男の康が誕生。1965年（昭和40年）11月29日、次男の豊が誕生。1972年（昭和47年）頃から尺八と短歌を習い始める。朝霞駐屯地勤務を経て、防衛庁退官後は社会保険労務士となる。
1992年（平成4年）4月25日、次男の豊が死去し、彼にまつわるエッセイなどを数多く出版する。晩年は10年以上介護施設で暮らしていたが、2018年（平成30年）11月28日に死去、91歳没。

## 出版物

### 著書
- 『尾崎豊 : 少年時代』 角川書店（出版） 1992.11 ISBN 4-04-883325-1
- 『尾崎豊 卒業』角川書店（出版） 1993.4 ISBN 4-04-883336-7
- 『尾崎豊「誕生」 : 想い出の幼少年時代』 リム出版新社（出版） 1993.6 ISBN 4-89800-008-8
- 『尾崎豊 デビュー』 角川書店（出版） 1993.10 ISBN 4-04-883344-8
- 『天国の豊よ、思い出ありがとう』 麻布台出版社（出版） 1994.4 ISBN 4-900678-07-4
- 『尾崎豊 : 新少年時代』 リム出版新社（出版） 1994.6 ISBN 4-489-80092-4
- 『尾崎豊 : 永遠の愛と孤独』 学習研究社（出版） 1995.4 ISBN 4-05-400395-8
- 『卒業まで 尾崎豊ヒストリー : 1965-1984』 浜田芳郎（画） ケイエスエス（出版） 1998.1 ISBN 4-87709-197-1
- 『尾崎豊もう一度きみに出会う旅』 宙出版（出版） 1998.4 ISBN 4-87287-933-3
- 『尾崎豊目覚めゆく魂 : 母と子の物語』 春秋社（出版） 2001.2 ISBN 4-393-33196-6
- 『尾崎豊 心の旅路 : 愛と自由を求めて』 日本文学館（出版） 2003.11 ISBN 4-7765-0139-2

### 関連書籍
- 『弟尾崎豊の愛と死と』 尾崎康（著） 講談社（出版） 1994.4 ISBN 4-06-207004-9
- 『親愛なる遥いあなたへ : 尾崎豊と分けあった日々』 尾崎繁美（著） 東京書籍（出版） 1998.5 ISBN 4-487-75408-9

## 親族
- 妻：尾崎絹枝 - 1991年12月29日没。
- 長男：尾崎康 -元地方裁判所裁判官、 弁護士
- 次男：尾崎豊 - 歌手
- 義娘：尾崎繁美 - 豊の妻
- 孫：尾崎裕哉 - クラウチング・ボーイズの元メンバー

## 参考資料
- 『尾崎豊 : 新少年時代』 リム出版新社（出版） 1994.6
- 『尾崎豊目覚めゆく魂 : 母と子の物語』 春秋社（出版） 2001.2
- 『尾崎豊 心の旅路 : 愛と自由を求めて』 日本文学館（出版） 2003.11